# Florin (nume)
Florin este un prenume masculin românesc cu ziua onomastică pe 4 mai.
Prenume
- Florin Anghel
- Florin Cioabă
- Florin Costea
- Florin Georgescu
- Florin Iaru
- Florin Iordache
- Florin Iordache (cântăreț)
- Florin Piersic
- Florin Piersic Junior
- Florin Popa
- Florin Salam
- Florin Țurcanu
- Florin Țugurel
- Florin Zamfirescu

Nume de familie
- Carl Rudolf Florin (1894-1965), un botanist suedez;
- Elfriede Florin (1912-2006), actriță germană;
- Jennie Florin (1979-), handballist suedez;
- Mathilde Florin (n. 1989), Miss Franța 2011.